# Albert S. Burleson

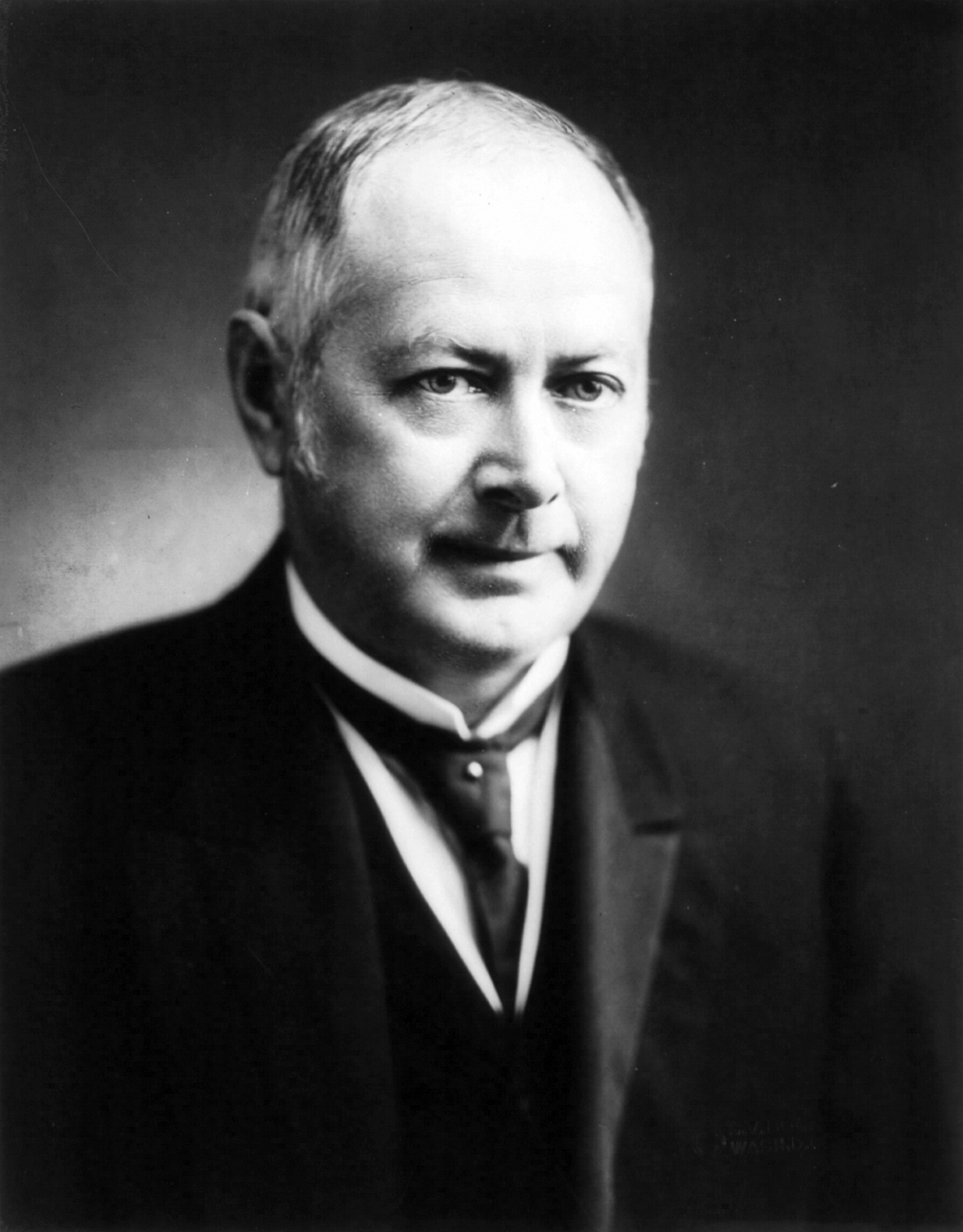
Albert S. Burleson

Albert Sidney Burleson (* 7. Juni 1863 in San Marcos, Texas; † 24. November 1937 ebenda) war ein US-amerikanischer Politiker der Demokratischen Partei. Er gehörte als Postminister dem Kabinett von Präsident Woodrow Wilson an.

## Leben
Burleson entstammte einer wohlhabenden Südstaatenfamilie. Sein Großvater Edward Burleson war Vizepräsident der Republik Texas gewesen; sein Vater hatte im Sezessionskrieg in der Konföderiertenarmee gekämpft.
Nach dem Schulbesuch nahm Burleson ein Jura-Studium auf. Er graduierte 1881 an der Baylor University in Waco und 1884 an der University of Texas in Austin. Im selben Jahr wurde er in die Anwaltskammer aufgenommen; ab 1885 praktizierte er in Austin. Dort arbeitete er von 1885 bis 1890 als stellvertretender Staatsanwalt der Stadt; von 1891 bis 1898 war er Bezirksstaatsanwalt.

## Politik
Seine politische Karriere begann 1899, als er für Texas ins US-Repräsentantenhaus einzog. Dort machte er sich besonders für landwirtschaftliche Interessen stark. Er wurde siebenmal wiedergewählt und schied erst 1913 aus, als er von Woodrow Wilson als Postmaster General in dessen Kabinett berufen wurde. Er war damit der erste gebürtige Texaner, der einem Bundesministerium vorstand.
Burlesons Amtszeit gilt als eine der umstrittensten in diesem Ministerium. Er erwarb sich Verdienste, indem er die Paket- und die Luftpost ins Leben rief; zudem wurde die Zustellung der Post in ländliche Gebiete deutlich verbessert. In seinen persönlichen politischen Ansichten galt Albert Burleson allerdings als reaktionär. Seine Geringschätzung für Afroamerikaner im Postdienst wurde schnell offenbar, indem er diese in großer Zahl degradierte oder entließ; bei der Arbeit wurden sie von ihren weißen Kollegen separiert.
Kritik zog er sich auch wegen weiterer Maßnahmen zu. So gab es von Seiten der Industrie den Vorwurf mangelnder Effizienz und der Verquickung von privaten Interessen mit seinem Amt. Er zog sich auch den Zorn der Gewerkschaften zu, indem er ein Streikverbot für die Postangestellten aussprach. Zudem setzte er zum Ärger liberaler Politiker mit aller Härte das Spionagegesetz von 1917 durch. Beispielsweise ordnete er an, dass die örtlichen Postmeister jegliche illegal erscheinenden Postsendungen an ihn weiterzuleiten hatten. Schriften, die sich gegen den Krieg aussprachen, wurden mit großer Verzögerung oder gar nicht zugestellt.
Nach dem Krieg versuchte er die Verstaatlichung des Telefon-, Telegrafie- und Seekabelverkehrs voranzutreiben. Da ihm jedoch bewusst war, dass der Kongress diesem Vorhaben entgegentreten würde, beließ er die Kommunikationsinfrastruktur in den Händen der verschiedenen Firmenbesitzer. 1919 wurde Burleson Vorsitzender der US-Behörde für Telegrafie und Telefonverkehr; 1920 leitete er die US-Delegation bei der internationalen Konferenz für Kabelkommunikation. Mit dem Ende der Amtszeit Woodrow Wilson schied auch er aus der US-Regierung aus.